# Марен-Мари

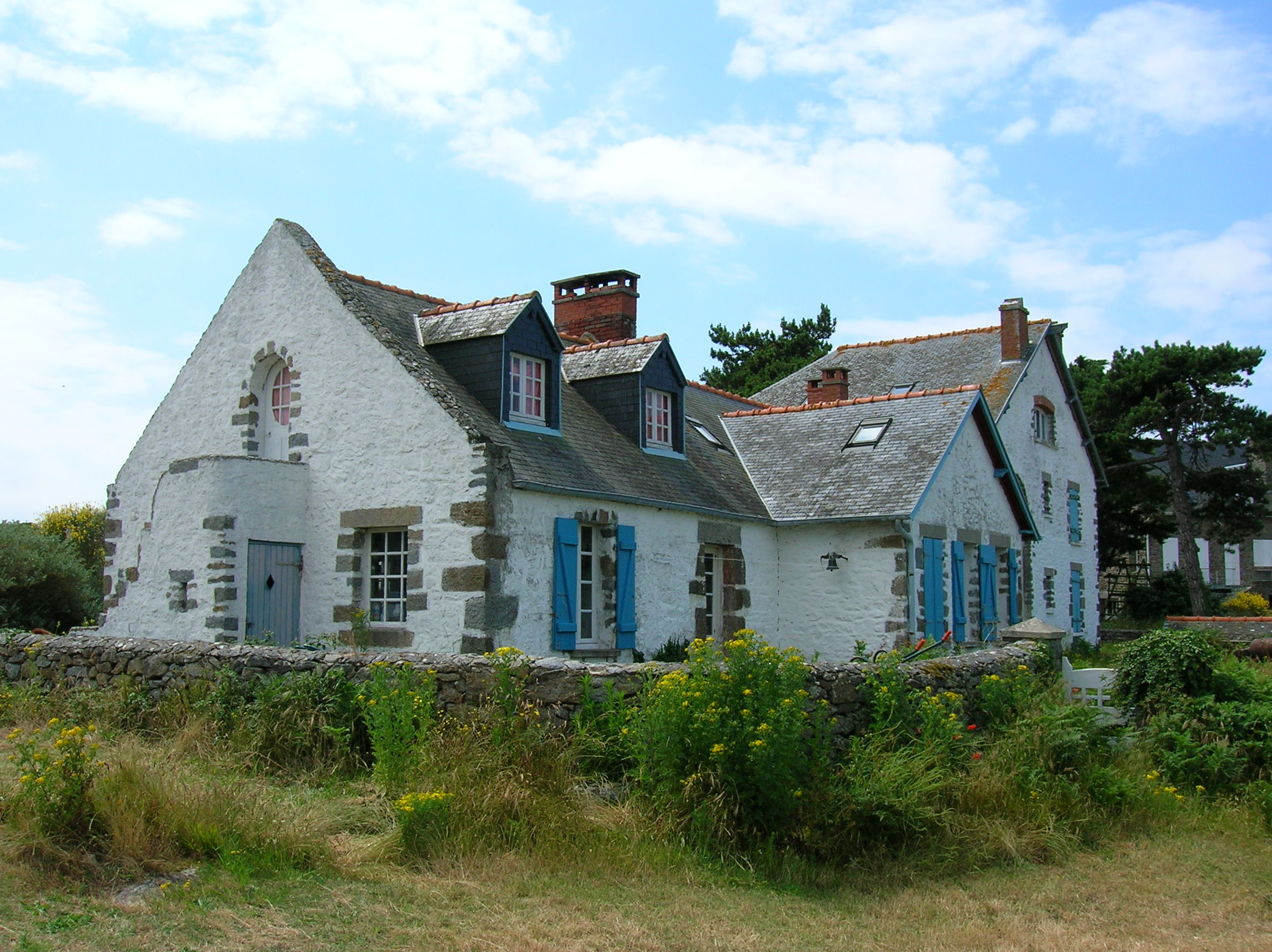
Дом Марен-Мари на островах Шозе у побережья Нормандии.

Маре́н-Мари́, собств. имя Марен Мари Поль Эмманюэль Дюран Куппель де Сен-Фрон (фр. Marin Marie; 10 декабря 1901, Фужероль-дю-Плесси — 11 июня 1987, Сент-Илер-дю-Аркуэ) — французский писатель и художник-маринист.

## Жизнь и творчество
Марен-Мари рано осиротел, мать его умерла, когда мальчику было 13 лет. Учился в Реннском университете, защитил работу на звание доктора юриспруденции. Живопись изучал на вечерних курсах в парижской Высшей школе изящных искусств. В 1923—1923 в галерее Девамбе в Париже состоялась первая персональная выставка художника. Позднее Марен-Мари участвует в арктической экспедиции капитана Шарко. В мае 1933 года он на яхте «Виннибелль» совершает одиночное трансатлантическое плавание, посетив при этом острова Мадейра, Мартинику и Нью-Йорк. В 1935 году ему присваивается почётное офицерское звание французского ВМФ «художник флота». В 1936 году совершил первое в истории одиночное плавание на моторной яхте «Ариэль» через Атлантику, из Нью-Йорка во Францию. В 1945 году в Англии в издательстве Peter Davies опубликована его книга о его трансатлантических одиночных плаваниях Wind Aloft, Wind Alow. Яхта Winnibelle ходит по морям и сейчас.